# Michael Tadross
Michael Tadross est un producteur de cinéma et acteur américain, né à Brooklyn, New York.

## Filmographie

### Comme producteur
- 1987 : Homicide à Wall Street (Deadly Illusion)
- 1989 : Brenda Starr (en)
- 1990 : When Will I Be Loved? (TV)
- 1992 : La Différence (School Ties)
- 1993 : Proposition indécente (Indecent Proposal)
- 1995 : Une journée en enfer (Die Hard: With a Vengeance)
- 1996 : L'Effaceur (Eraser)
- 1997 : L'Associé du diable (The Devil's Advocate)
- 1998 : Jack Frost
- 1999 : Thomas Crown (The Thomas Crown Affair)
- 2002 : Rollerball
- 2003 : Basic
- 2004 : Tony 'n' Tina's Wedding
- 2005 : Hitch, expert en séduction (Hitch)
- 2007 : Je suis une légende (I am Legend)
- 2010 : Top Cops (Cop Out)
- 2012 : Gangster Squad

### Comme acteur
- 1988 : Masquerade : Kid on Dock
- 1988 : Un prince à New York (Coming to America) : Taxi Driver
- 1995 : Une journée en enfer (Die Hard: With a Vengeance) : Greek Deli Proprietor
- 1997 : Too Good to Be True : Drake
- 2002 : Rollerball : Starter